# Квазіпортальний дольмен

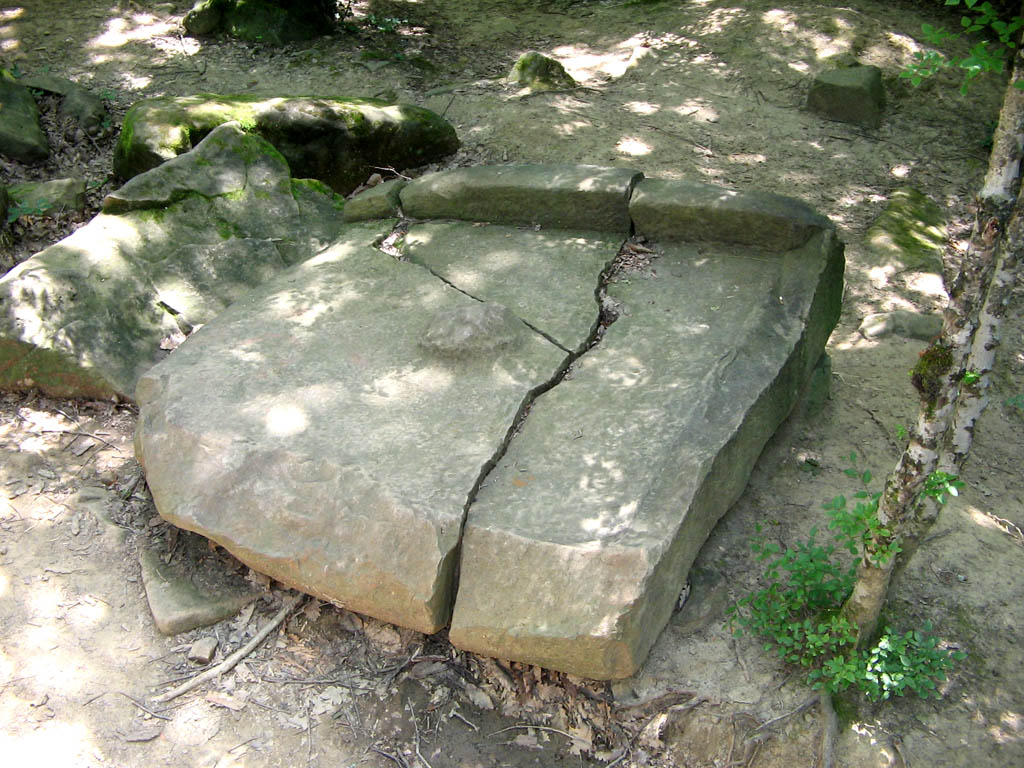
Плита фронтону квазіпортального дольмена з імітацією вставленої пробки посередині.

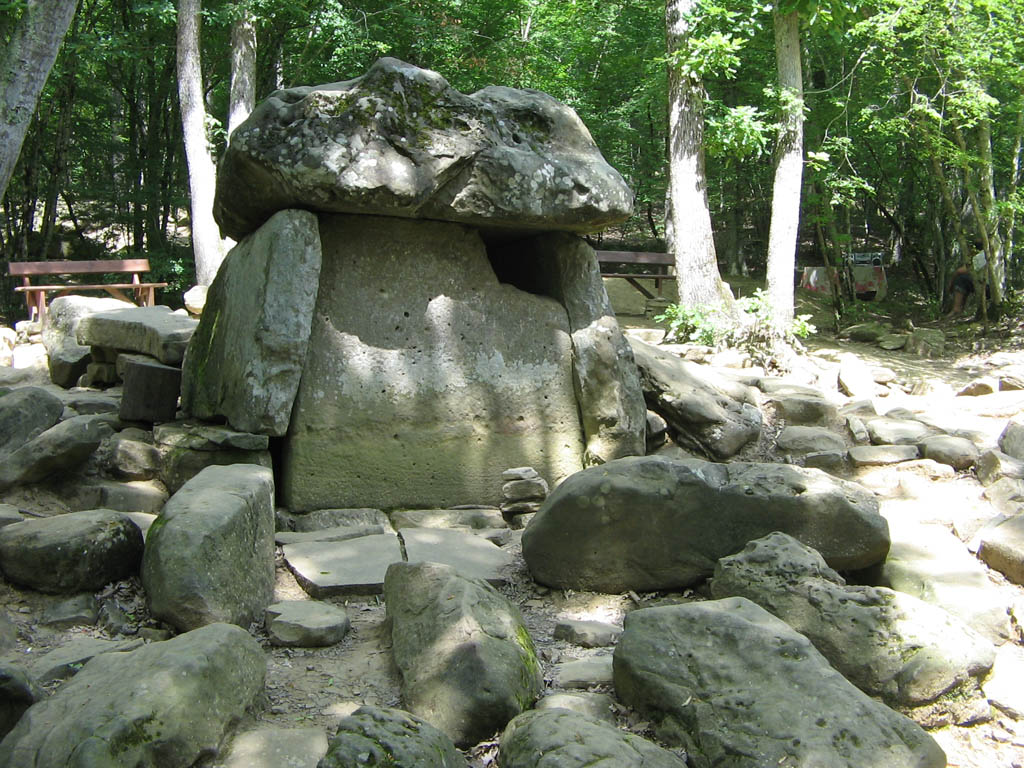
Квазіпортальний складений дольмен.

Квазіпортальний дольмен — дольмен (частіше ночвоподібний), що має імітацію порталу плиткового дольмена, дуже часто — з імітацією вставленої дольменної пробки, що витесана в матеріалі порталу. З'явилися, швидше за все, на тимчасовому відрізку занепаду дольменної культури, як наївна спроба приховати істинний вхід в дольмен від грабіжників. Культового значення ця імітація, як доведено, не мала — з боку внутрішньої камери дольменів на внутрішній стіні навпроти імітації пробки ніколи імітація її не робилася.
Щиро кажучи, квазіпортальним можна назвати будь-який дольмен, який має одно з наступних відхилень від канону: вхідний отвір на меншій з двох трапецієподібних плит, а не на більшій, імітацію вставленої пробки на будь-якій з плит дольмена, отвір, спрямований у бік вершини гори (а не навпаки і не у бік джерела води, як завжди). Квазіпортальним також є дольмен з отвором у бічній плиті. Дольмени з двома отворами зустрічаються дуже рідко і до квазіпортальних не відносяться (усі відомі — мають хоч би один отвір на плиті фронтону).